# Hrvati
Hrvati (tudi Hrvatje) so južnoslovanski narod Republike Hrvaške. Veliko jih živi v Bosni in Hercegovini (okrog 500.000). Močne manjšine so v Vojvodini (50.000), Sloveniji (50.000), Avstriji (Gradiščanski Hrvati), pa tudi na Madžarskem, Slovaškem, v Romuniji, Črni Gori (Bokeljski Hrvati v Boki Kotorski), na Kosovu (Janjevci/Janjevski Hrvati) in v južni Italiji (Moliški Hrvati). 
Največ hrvaških izseljencev je v ZDA, Čilu, Argentini, Avstraliji, Kanadi, zahodni Evropi (od teh največ v Nemčiji, kar okoli pol milijona, v Avstriji, Švici, Italiji, na Švedskem, Irskem itd.), Braziliji, Paragvaju, Novi Zelandiji, Južni Afriki, nekaj celo na Portugalskem idr. Govorijo hrvaški jezik.